# Marc-Antoine Flaminio

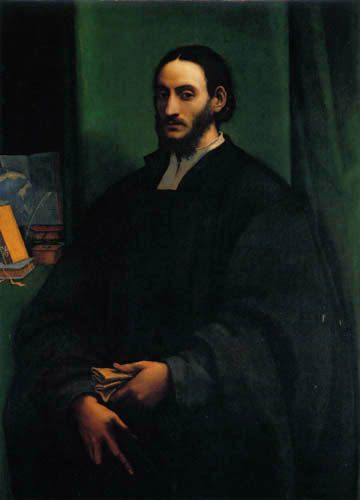
Portrait présumé par Sebastiano del Piombo, vers 1520.

Marc-Antoine Flaminio ou Marcus Antonius Flaminius, né à Seravalle en 1498 et mort à Rome le 17 février 1550 de la malaria, est un poète et humaniste latin.

## Biographie
Protégé de Léon X, ses poésies ont pour thématiques des sujets sacrés.

## Œuvres
- Le bienfait de Jésus-Christ crucifié, un texte rescapé des flammes de l'inquisition, Calvin Editions, 2021